# 地中海 SOUND STROLL
地中海 SOUND STROLL（ちちゅうかい さうんど すとろーる）は、NACK5で2005年4月2日 から2011年9月24日まで放送されていたラジオ番組。
2008年4月5日放送分から最終回までは『相田翔子 SOUND STROLL』（あいだしょうこ さうんど すとろーる）として放送された。

## パーソナリティ
- 飯田圭織 (2005年4月2日 - 2008年3月29日、2009年4月4日 - 2011年9月24日)
- 加藤紀子 (2005年4月2日 - 2006年3月25日)
- 相田翔子 (2007年1月20日 - 2011年9月24日)

## ゲスト
- 因幡晃 (2005年8月27日) - 「因幡晃 30th Anniversary CONCERT TOUR『ミーム～心の遺伝子の叫び』の宣伝を兼ねた出演で、新曲『人生それは終りのない旅』がオンエアされた。

## 概要
- 『EXCITING SATURDAY』(DJ：堀江ゆかり、土曜 7:00 - 12:00) の内包番組として、9:30 - 10:00 に放送されていた。

- タイトルには「地中海諸国（対象となる地域はフランス、イタリア、スペイン、ギリシャなど）を音楽にのせて、散策していく」という意味が込められている。地中海諸国の街を毎週1つ紹介しながら、紹介された街にちなんだ音楽を流していく。また、リスナーからのお便りを紹介するコーナーも設けていた。
- 飯田が所属するアップフロント系列のレーベル・アップフロントワークス内の「地中海レーベル」とのコラボレーション要素が含まれていた。
- 番組冒頭で、飯田がその回に紹介される街にちなんだ言語で「おはようございます」と挨拶する。以下はその一例。

フランス：「Bonjour (ボンジュール)」
イタリア：「Buongiorno (ブゥオンジョルノ)」
スペイン：「Buenos días (ブエノス ディアス)」
ギリシャ：「Καλημέρα (カリメーラ)」
- 番組の終盤には、加藤紀子が1999年から2002年までフランス・ パリに語学留学していた際のエピソードを語るコーナー「～加藤紀子 Bonne Promenade～」がある。なお、ここでかかる音楽は加藤の楽曲か、加藤が選曲したフランスの曲のいずれかである。

### 番組のリニューアル
- 2006年4月1日放送分からリニューアルされた。変更点は以下の通り。
  - 加藤が降板し、パーソナリティが飯田のみとなる。
  - ヨーロッパ諸国の映画を紹介していく企画に変更され、番組冒頭の挨拶は、日本語の「おはようございます」に統一された。
  - リスナーから、楽曲や映画のリクエストを受け付けるようになった。
- 2007年1月20日放送分から再度リニューアルがなされた。変更点は以下の通り。
  - 相田翔子がパーソナリティとして加わり、毎週、飯田と2人で番組を進行することになった。
  - 飯田による映画の紹介のほかに、相田によるヨーロッパにまつわる書籍の紹介コーナーが新設され、隔週で行うようになった。
- 2008年4月5日放送分から三度リニューアルがなされた。変更点は以下の通り。
  - 飯田の出産に伴う降板により、メインパーソナリティが相田ひとりとなり、番組タイトルが『相田翔子 SOUND STROLL』に改題された。これにより、当番組は相田の冠番組となった。
  - 地中海に限らず、世界各国の個性豊かな国や街、その中の魅力的な場所を、さまざまな街から発信された上質な音楽とともに紹介する企画に変更され、先述の「地中海レーベル」とのコラボレーション要素も廃止された。
- 2009年4月より飯田が番組内のコーナー「カフェソレイユ」にてサブパーソナリティとして1年ぶりに復帰し、最終回まで出演した。

## 備考
- 番組で最初に取り上げられた街は、 フランス・アルルである（2005年4月2日放送分）。フィンセント・ファン・ゴッホが愛した街として有名で、彼の絵画のタイトルにもなっている。（『アルルの女(l'Arlésienne)』）
- 番組で最初に取り上げられた映画は、『アメリ』（2001年・仏）である（2006年4月1日放送分）。また、2006年5月20日放送分では、初めて地中海諸国以外を舞台にした映画『サウンド・オブ・ミュージック』（1965年・米。オーストリア・ザルツブルクが舞台）が紹介された。さらに、2006年5月27日放送分では、リスナーからのリクエストで『ニュー・シネマ・パラダイス』（1989年・伊・仏） が紹介されるなど、「地中海諸国」という枠にとらわれずに、あらゆるジャンルのヨーロッパ映画に範囲を広げている。